# Jafar Pishevari
Sayyed Jafar Pishevari (àzeri: Seyid Cəfər Pişəvəri, سید جعفر پیشه وری; persa: سید جعفر پیشه‌وری) (Khalkhal, 1893 – Bakú, 11 de juny de 1947) va ser el fundador i president de l'independentista i comunista Govern Nacional de l'Azerbaidjan o Govern Popular de l'Azerbaidjan (novembre de 1945 – novembre de 1946), creat i mantingut per les forces soviètiques que els quatre anys anteriors (1941-1945) havien ocupat la part nord-occidental de l'Iran.

## Biografia
Va néixer a Khalkhal, a la província d'Ardabil, a l'Iran. Va viure al Caucas rus als primers anys del segle xx i es va introduir al marxisme durant aquest període. Va ser membre de Partit Obrer Socialdemòcrata Rus.
Va ser membre fundador del Partit Comunista de l'Iran (no confondre amb el Partit Tudeh), creat l'any 1920, a Rasht. Es va convertir en un periodista i activista comunista en la dècada de 1920.
Va ser detingut i empresonat durant algun temps a finals de la dècada de 1930 i principis de la dècada de 1940 pel govern de Reza Shah Pahlavi per les seves idees i activitats comunistes. Va ser alliberat de la presó després que Reza Shah va ser deposat pelsAliats el 1941. Va anar a Tabriz on quatre anys després va establir el Partit Democràtic de l'Azerbaidjan (iranià) amb clar recolzament material i organitzatiu de l'URSS. Va ser el candidat del partit al Majlis, però li fou denegada l'entrada pel cos de supervisió electoral a causa de certes sospites sobre la seva campanya i sospita de frau electoral.

## Carrera política
La Unió Soviètica va establir el Govern Nacional de l'Azerbaidjan el novembre de 1945 al final de la seva ocupació del nord-oest de l'Iran, amb Pishevari com el seu líder. La seva acció de govern va incloure l'organització de milícies armades i el desarmant de l'exèrcit regular Iranià i la policia, l'establiment d'un poder judicial independent basat en el sistema jurídic soviètic, una recaptació de tributs, la reforma agrària sense ratificació de la Majlis, la utilització de l'àzeri turc com a llengua oficial amb prohibició de l'ús del persa, i la configuració d'un currículum alternatiu en el sistema educatiu; tots aquests punts foren vistos amb una profunda desconfiança per part del govern central i per d'altres iranians.
Després d'un acord entre els governs de l'Iran i l'URSS sota pressió nord-americana, que veia en Pishevari un no gaire subtil esquema de la idea de l'URSS de partició de l'Iran, els soviètics van haver de retirar la seva protecció al govern. Les forces armades iranianes s'havien mantingut lluny de les províncies de l'Azerbaijan i Kurdistan per la presència de l'Exèrcit Roig des de 1942, però una vegada retirats els soviètics van entrar en aquestes províncies el novembre de 1946. El govern de Pishevari es va esfondrar ràpidament i molta gent va donar la benvinguda a les tropes del govern central. Pel desembre de 1946, tant l'Azerbaidjan com el Kurdistan, ja sense tropes soviètiques van quedar sota control del govern central. Sembla que el govern de Pishevari era impopular, especialment a les grans ciutats, on els comerciants temien el comunisme.
Després de la caiguda d'aquesta efímera república, va fugir a l'RSS de l'Azerbaidjan SSR i va morir en un accident de cotxe a Baku, en 1947. Encara que alguns historiadors especulen que va ser assassinat per la KGB, fins ara no es coneix cap element que permeti confirmar aquesta suposició.
El seu llegat és una qüestió de debat acalorat avui. Mentre que molts iranians el consideren com un titella dels soviètics o un traïdor, és considerat un heroi nacional pels nacionalistes àzeris o un socialista revolucionari irania per l'esquerra. Avui dia és fora de dubte que va tenir el suport de Ióssif Stalin i de l'URSS en la posada en marxa del seu govern. Tampoc hi ha cap dubte que l'URSS de fet volia annexar diverses províncies del nord de l'Iran.
Fonts disponibles mostren que les aspiracions territorials soviètiques incloïen les províncies de l'Azerbaidjan, Kurdistan, Gilan, Mazandaran, i Khorasan. Què Pishevari volgués participar en aconseguir aquest objectiu i el seu paper en els plans de la Unió Soviètica és un tema de debat encara avui dia. Alguns estudiosos a l'esquerra argumentar que mai no va ser favorable a la partició de l'Iran i el que el que volia era una progressiva transformació de tot el país en un estat comunista. Els de la dreta argumenten que les proclames i directrius emeses per ell i el seu govern no deixa dubtes que tenia la intenció d'unir la seva república a l'RSS de l'Azerbaidjan i, per tant, a la Unió Soviètica.